# Шувалов, Владимир Анатольевич
Владимир Анатольевич Шува́лов (13 октября 1943, Омск — 8 января 2022, Москва) — советский и российский биохимик, профессор, академик РАН (1997; член-корреспондент с 1991). Директор Института фундаментальных проблем биологии РАН (1996—2017). Лауреат Государственной премии СССР (1991).

## Биография
Окончил биолого-почвенный факультет МГУ в 1965 году. Кандидат биологических наук (1969). Доктор биологических наук (1983). Заслуженный профессор МГУ (1999).
Младший научный сотрудник в Институте биохимии АН СССР имени А. Н. Баха (1965—1972). С 1972 года работает в Институте фотосинтеза АН СССР (ныне — Институт фундаментальных проблем биологии РАН), также заведующий отделом фотобиофизики Института физико-химической биологии имени А. Н. Белозерского МГУ (с 1987). В 1969 году в Институте биохимии им. А. Н. Баха защитил кандидатскую диссертацию по теме: «Исследование послесвечения хлорофилла в процессах фотосинтетического переноса электрона» под руководством профессора Ф. Ф. Литвина и академика А. А. Красновского. В 1982 году В. А. Шувалов защитил докторскую диссертацию по теме: «Первичное преобразование световой энергии при фотосинтезе».
Вёл научные исследования в Кеттеринской лаборатории (США, 1978), в Вашингтонском университете (США, 1980), в Лейденском университете (Голландия, 1985—1986).
Директор Института фундаментальных проблем биологии РАН (1996—2017). Директор Филиала Московского государственного университета имени М. В. Ломоносова в городе Пущино.
Член-корреспондент РАН c 07.12.1991 — Секция химических и медико-биологических наук (специализация «биология и биотехнология»), академик РАН с 29.05.1997 — Отделение физико-химической биологии (специализация «физико-химическая биология»).
В. А. Шувалов — заместитель председателя Научного совета РАН по физиологии растений и фотосинтезу, сопредседатель Совета Российского фотобиологического общества, член Президиума Пущинского научного центра РАН.
Государственная премия СССР (1991) — за раскрытие молекулярных механизмов фотохимических превращений хлорофиллов в реакционных центрах фотосинтеза. Награждён орденом Дружбы (1999). Награждён орденом Почёта (2004).
Иностранный почётный член (FHM) Американской Академии искусств и наук (1998), член Германской академии естествоиспытателей «Леопольдина» (2002), член Американского химического общества, член Американского общества физиологов растений.
Член редакционных коллегий и советов журналов:
- «Биохимия»
- «Биофизика»
- «Биологические мембраны»
- «Photosynthesis research»
- «Comparative Biochemistry and physiology»

Скончался 8 января 2022 года. Похоронен в Москве на Хованском кладбище (участок 5).

## Научная деятельность
Исследования по молекулярным основам фотосинтеза, в том числе механизмам взаимодействия хлорофилла и белков в растениях.
В. А. Шувалов разработал методы фотонакопления акцепторов электрона в восстановленном состоянии, селективного фемтосекундного возбуждения первичного донора электрона, рекомбинационной люминесценции, химической модификации пигментов и направленного мутагенеза в реакционных центрах фотосинтеза.
Сформулировал основные принципы и универсальность процесса разделения зарядов в реакционных центрах фотосинтеза и построил модель их пространственного расположения.
Установил, что пигменты хлорофилловой природы (хлорофилл, феофитин и их бактериальные аналоги) являются первичными акцепторами электронов во всех известных реакционных центрах зелёных растений и фотосинтезирующих бактерий.

### Основные публикации
- The Primary Photoreactions in the Complex Cytochrome-P-890-bacteriopheophytin-760 of Chromatium Minutissimum at Low Redox Potentials (1976);
- Picosecond Detection of Bacteriochlorophyll-800 as an Intermediate Electron Carrier between Selectively Excited P870 and Bacteriopheophytin in Rhodospirillum Rubrum Rection Centers (1978);
- Первичное преобразование световой энергии при фотосинтезе (1990);
- Преобразование солнечной энергии в первичном акте разделения зарядов в реакционных центрах фотосинтеза (2000);
- Nuclear Wavepacket Motion between P and P+BA-potential Surfaces at 90K (2002).